# Liar Game
Trò chơi dối trá (Nhật: ライアーゲーム Hepburn: Raiā Gēmu, The Liar Game) là một series manga do họa sĩ Shinobu Kaitani viết và minh họa nội dung. Manga được đăng lần đầu vào năm 2005 trong tạp chí chuyên về manga của Nhật là Weekly Young Jump,  xuất bản bởi Shueisha. Nó đã được chuyển thể thành loạt phim truyền hình, bắt đầu lên sóng từ ngày 14, tháng 04,  2007 trên kênh Fuji TV, đạt mốc 11,4 rating do người xem ở vùng Kantō Nhật Bản bình chọn. Phần tiếp theo, Liar Game: Season 2, chiếu từ năm 2009 tới 2010. Nó cũng đã được chuyển thể thành hai bộ phim live action: Liar Game: The Final Stage (Liar Game: Màn cuối) vào năm  2010, và Liar Game: Reborn  (Liar Game: Hồi sinh) vào năm 2012.
Bộ truyện đã được dịch sang tiếng Trung Quốc và tiếng Hà Lan. Ở Italia loạt truyện được cấp phép bởi J-Pop và ở Pháp nó được cấp phép bởi TONKAM.

## Sơ lược
Một ngày nọ, Nao Kanzaki - một sinh viên đại học vô cùng thật thà nhận được một bưu phẩm chứa 100 triệu yên (khoảng 1.000.000 USD) kèm theo thông báo cô đã chính thức trở thành thí sinh của Liar Game Tournament. Trong giải đấu hư cấu này, người chơi được khuyến khích lừa gạt và nói dối để đoạt tiền từ người chơi khác, những người làm mất tiền sẽ buộc phải gánh một khoản nợ tương đương với số tiền họ làm mất. Sau khi bị đối thủ đầu tiên - một cựu giáo viên mà cô tin cậy - lừa hết tiền, Nao tìm kiếm sự giúp đỡ từ một cao thủ lừa đảo tên là Shinichi Akiyama. Mặc dù họ đã hợp tác đánh bại được giáo viên kia, nhưng cuối cùng Nao quyết định trả lại khoản nợ cho ông ta. Hai người tham gia vào các vòng chơi khác của Liar Game Tournament, tiếp tục đấu trí với những địch thủ tàn nhẫn khác, trong khi cùng lúc tìm cách giải thoát đối thủ của họ khỏi mắc nợ và đánh bại tổ chức lừa đảo Liar Game ngay từ bên trong.

## Nhân vật

### Nhân vật chính
Nao Kanzaki (神崎直/ Kanzaki Nao)
Nao Kanzaki, một sinh viên đại học "thật thà đến mức ngu ngốc" bất đắc dĩ phải tham gia Liar Game. Cô cực kỳ thật thà, thậm chí có phần dại dột tin người vào giai đoạn đầu của truyện, thế nhưng nét tính cách này cũng đã giúp cô giành được lòng tin từ những đối thủ khác trong Liar Game. Nao tin chắc rằng mỗi con người đều có một giá trị riêng. Mặc dù không sáng dạ lắm nhưng cô đã có được những góc nhìn độc đáo nhờ sự ngây thơ và đa cảm của mình, điều mà những người khác trong trò chơi vì lý do nào đó thường thiếu. Cô dần học được cách nghi ngờ người khác trong khi vẫn duy trì niềm tin tưởng đồng đội của mình. Nhiều lúc Nao có cơ hội rời khỏi Liar Game nhưng cô vẫn tiếp tục chơi với mong muốn "cứu vớt" những đối thủ khác đã rơi vào nợ nần. Thành viên gia đình duy nhất được biết đến của Nao là cha cô, ông phải nằm viện vì ung thư giai đoạn cuối. Cô không có người bạn thân nào ngoài Akiyama - người đã cứu rỗi cô khỏi cuộc sống mà cô cho rằng là rất cô đơn. Do vậy, cô có một sự quyến luyến và gắn bó đặc biệt mạnh mẽ với anh.
Shinichi Akiyama (深, 'Akiyama Shinichi')
Akiyama tốt nghiệp Đại học Teito với bằng tâm lý học tội phạm. Anh trở thành một kẻ lừa đảo để đánh đổ tập đoàn đa cấp đã lừa mẹ mình đến mức bà phải tự tử hòng cứu Akiyama thoát khỏi nợ nần (thông qua số tiền bảo hiểm nhân thọ). Sau khi ra tù, Akiyama miễn cưỡng nhận lời giúp đỡ Nao chiến thắng Liar Game (Mitsuo Tanimura cho rằng đó là vì anh nhận thấy sự tương đồng cảnh ngộ giữa Nao và mẹ mình). Akiyama tham gia Liar Game ở vòng 2 bằng cách thay thế cho một người chơi khác, đến vòng 3 thì anh được xem là người dẫn đầu không-chính-thức trong số các thí sinh của Liar Game. Akiyama sử dụng khả năng kêu gọi chân thành, đầy cảm xúc của Nao để gây ảnh hưởng đến các thí sinh khác, đó là vũ khí mạnh nhất của liên minh Nao - Akiyama. Tuy nhiên, anh không bao giờ để cô gặp nguy hiểm và luôn cố gắng trả hết nợ để giúp cô rời khỏi Liar Game. Mục đích tham gia Liar Game của Akiyama là tìm ra động cơ thực sự đằng sau tổ chức Liar Game Tournament và đánh sập chúng.

### Nhân vật phản diện
Kazuo Fujisawa (藤 沢 和, 'Fujisawa Kazuo')
Giáo viên cũ cũng như đối thủ của Nao ở Vòng 1. Ông vốn là một người thầy tốt bụng, biết quan tâm đến hạnh phúc của học sinh, nhưng sau khi đối diện với một chuỗi bất hạnh thì Fujisawa đã trở thành kẻ hung dữ, đa nghi và đầy thù hận. Nao đã bị sốc khi ông nói thẳng với cô rằng: "Dù cô mắc nợ hay bị ép làm gái mại dâm để trả nợ thì tôi cũng không quan tâm." Tuy nhiên, hành động của Fujisawa chỉ củng cố quyết định giúp đỡ của Akiyama. Kết thúc Vòng 1, Akiyama vượt qua Fujisawa, nhưng Nao mang số tiền thưởng của mình cho Fujisawa nhằm giúp ông trả nợ, Fujisawa - trong lần xuất hiện cuối cùng - đã dập đầu với cô bằng sự biết ơn từ tận đáy lòng.
Yuji Fukunaga (福永 ユ ウ, 'Fukunaga Yuuji')
Một người phụ nữ chuyển giới, xuất hiện lần đầu ở Vòng 2, trên danh nghĩa một cô gái tên Hitomi. Có thể cô đang, hoặc đã hoàn thành quá trình chuyển giới, cô vẫn lộ ngực khi không mặc quần áo nữ. Với sự ranh mãnh, đầy toan tính, đai  đen 5 đẳng, Fukunaga rất giỏi trong việc thao túng người khác. Cô có điểm yếu là nóng nảy và thèm khát tiền bạc. Không rõ tuổi; có vẻ cô được ám chỉ là già hơn vẻ ngoài. Ở vòng 3, Fukunaga học cách hợp tác với Nao và Akiyama, mặc dù Fukunaga đã hoàn thành vòng thi và được miễn nợ nhưng cô vẫn chọn tiếp tục tham gia giải đấu để hỗ trợ họ. Tuy nhiên, Fukunaga buộc phải đối đầu với Yokoya mà không có sự giúp đỡ của hai người Nao và Akiyama trong vòng hồi sinh thứ ba, kết quả cô bị loại khỏi trò chơi với khoản nợ hơn một tỷ yên. Trong những chương về sau, Fukunaga công nhận sự tiến bộ của Nao và bắt đầu thích cô, mặc dù Fukunaga vẫn tin rằng Nao còn khá kém cỏi. Nao cũng nhận thấy có thể Fukunaga đã phải lòng Akiyama.
Sau khi tiết lộ giới tính khai sinh của Fukunaga là nam, văn bản tiếng Nhật thận trọng tránh đề cập đến "cô ấy" theo giới tính. (Trong phiên bản trực tiếp, nhân vật này vẫn là nam, nhưng với một giọng điệu đồng tính mơ hồ). Cô có thể thay thế hình tượng tùy thích: một người phụ nữ lạnh lùng, nữ tính và trưởng thành; một người đàn ông hung dữ và có sức mạnh đáng gờm trong những cuộc ẩu đả; một cô gái trẻ mờ nhạt, thờ ơ - bất cứ hình tượng nào phù hợp với nhu cầu của Fukunaga, cả trong game và ngoài đời. Cô hoàn toàn thuyết phục như một phụ nữ khi cô ấy rất mong muốn và thường xuyên bị mọi người lừa. Fukunaga cũng tuyên bố đã quản lý để đóng vai một người đàn ông không mô tả thuyết phục để phối hợp một con lừa (không hiển thị), mặc dù có sự khác biệt "thực sự" nổi bật, được cho là kết quả của sự kết hợp giữa tiêm hormone nữ và phẫu thuật nâng ngực bằng cấy ghép nước muối.

Norihiko Yokoya (横 谷 憲, 'Yokoya Norihiko')
Một nhân vật bị ám ảnh bởi sự thống trị, Yokoya xuất hiện lần đầu ở Vòng 3. Hắn là một thanh niên tóc đen bình tĩnh, kỳ lạ, thường xuất hiện mang chuột trắng trong túi, anh ta mặc n  hững bộ đồ quân phiệt mơ hồ, ngưỡng mộ và tìm cách mô phỏng những kẻ độc tài tập trung của thế kỉ 20, đáng chú ý nhất là Adolf Hitler. Nearco mô tả Yokoya là đối thủ lớn nhất của Akiyama và Nao đã cảm nhận được điều gì đó kỳ lạ về anh ta ngay từ đầu trò chơi. Yokoya xuất thân từ một gia đình giàu có, và chiến lược của anh ta thường liên quan đến việc hối lộ các thí sinh khác để trở thành những con tốt của anh ta. Đội của ông được miêu tả là chế độ độc tài hoàn toàn của Yokoya, trái ngược với đội hợp tác của Nao. Mặc dù ban đầu, Yokoya đã lên kế hoạch từ bỏ Liar Game với chiến thắng Vòng 3 của mình, Nao đã chế nhạo anh ta tiến vào vòng tiếp theo, và Yokoya đã thề sẽ hạ bệ Nao và Akiyama để trả thù. Sau khi thua Vòng 4 trước họ, Yokoya quyết định tiếp tục chơi đến cùng, với mục tiêu trở thành người chiến thắng cuối cùng của Liar Game. Trong Vòng hồi sinh thứ ba, Yokoya đã có thể dự đoán chính xác tên của trò chơi sẽ được chơi bởi các thí sinh; điều này thậm chí không được nói với chủ nhà và các nhân viên văn phòng LGT khác. Yokoya tuyên bố đã suy luận ra cái tên này vì anh ta đã xác định được ý nghĩa thực sự của Liar Game, nhưng anh ta thực sự đã đọc một cuốn sách nước ngoài mà Liar Game được truyền cảm hứng, bao gồm các trò chơi được chơi theo thứ tự. Sau khi bị Akiyama vượt qua trong trận đấu cuối cùng, Cuối cùng, Yokoya thừa nhận thất bại, tuyên bố rằng không giống như Hitler mà anh ngưỡng mộ, anh phải biết khi nào nên từ bỏ, rất nhiều cho hạnh phúc của cha anh, người cũng được tiết lộ là một trong những người tổ chức Liar Game. Sau đó được tiết lộ rằng cha anh đã dạy anh thao túng mọi người để chải chuốt anh thành một người kế vị.
Takashi Harimoto (ハ リ モ ト タ カ, 'Harimoto Takashi')
Harimoto mặc áo choàng dài và đội mũ rơm. Anh ta có nếp nhăn sâu, gợi ý rằng anh ta có thể là nhân vật lâu đời nhất được giới thiệu cho đến nay. Không giống như Akiyama và Yokoya, cả hai đều xuất sắc trong thao túng tâm lý và tinh thần, sức mạnh của Harimoto nằm ở việc tận dụng trạng thái cảm xúc của một người. Anh xuất hiện lần đầu tiên ở Vòng 4, với tư cách là người sáng lập giáo phái Thiên đường yên bình (cũng là Thiên đường hòa bình). Ba thành viên nữ trong giáo phái của anh ta - Mika Mikamoto, Kei Kimura và Yukiko Abe - cũng là những thí sinh trong Liar Game và theo anh ta vô điều kiện, cho anh ta một lợi thế mạnh mẽ. Ông kiểm soát các thành viên giáo phái của mình bằng cách nói với họ rằng tất cả nhân loại có nguồn gốc từ con người và ác quỷđồng thời, tuyên bố rằng nhiệm vụ của anh ta là tập hợp những người như anh ta với dòng máu quỷ nhỏ dưới sự hướng dẫn của anh ta, trong một nhiệm vụ để khôi phục lại dòng máu (gần như) thuần khiết của con người và làm việc để lật đổ lũ quỷ. Sau đó được tiết lộ rằng anh ta đã sử dụng đọc nguội để "giải cứu" ba người phụ nữ khi mỗi người ở trạng thái cảm xúc thấp nhất, từ đó dụ dỗ họ tham gia vào giáo phái của anh ta. Sau khi bị đánh bại ở Vòng 4, Harimoto và những người theo giáo phái của anh ta quay trở lại vòng hồi sinh tiếp theo và bị lay chuyển bởi tinh thần bất khuất của Nao, họ rút khỏi Liar Game, cho đi số tiền họ đã thu được trước đó để trả nợ cho người chơi khác.

### Văn phòng Giải đấu Trò chơi Liar (LGT) [ sửa ]
Mục đích của Văn phòng LGT được tiết lộ trong chương cuối. Đứng đầu văn phòng là những người muốn tái tạo các điều kiện trong một công việc chính trị cấp tiến mà tập cuối cùng đã bị tịch thu để phỏng đoán nội dung của nó. Các thành viên khác với mặt nạ hoa văn đã tham gia vào một nỗ lực ban đầu để tiến hành mô phỏng công việc cấp tiến, tức là Giải đấu trò chơi Liar đầu tiên. Họ đồng ý quay lại để giúp đỡ trong lần thử thứ hai (thành công) khi tổ chức Giải đấu trò chơi Liar. Giải đấu thứ hai này là những gì được mô tả trong manga.
"Người xử lý" quản lý các thí sinh riêng lẻ và cung cấp thông tin về các vòng sắp tới và "chủ nhà" thực hiện các vòng thực tế của Liar Game và quan sát các thí sinh.
Danh tính của một số thành viên Văn phòng LGT được tiết lộ:
Mitsuo Tanimura (谷 村 光, 'Tanimura Mitsuo')
Một người đàn ông đóng giả làm luật sư (một cảnh sát viên trong live-action) và là người đầu tiên Nao tư vấn khi cô tham gia vào Giải đấu trò chơi Liar. Cho đến sau này, anh ta thực sự là một phần của Giải đấu trò chơi Liar hoạt động để đảm bảo người chơi không thể thoát khỏi trò chơi bằng cách đến cơ quan chức năng. Tanimura là đại diện của Liar Game được giao cho Nao. Chính Tanimura ban đầu đã cho Nao ý tưởng sử dụng một kẻ lừa đảo để giành chiến thắng trong trò chơi (trong bản chuyển thể hành động trực tiếp, điều này đã được thực hiện một cách có chủ ý để dụ Akiyama tham gia vào trò chơi). Anh ấy không đeo mặt nạ.
Leronira (レ ロ ニ, 'Reronira')
Một trong những người tổ chức Liar Game, anh ta mặc một bộ đồ và đeo mặt nạ trang trí công phu trên mặt. Mặc dù anh ta ngưỡng mộ Akiyama và Fukunaga vì sự thông minh của họ, anh ta thừa nhận là quan tâm nhất đến cách Nao tham gia vào các trò chơi. Anh ấy rõ ràng là một trong những người thông minh và thông minh nhất trong số các máy chủ. Anh thừa nhận gần cuối truyện rằng anh hiểu cách Akiyama nghĩ tốt, một dấu hiệu tinh tế cho thấy Leronira giữ "vai trò" tương tự như Akiyama trong Liar Game đầu tiên. Đầu trò chơi, anh dự đoán chính xác rằng Nao sẽ là người thay đổi cách hoạt động của trò chơi. Leronira sau được tiết lộ là thầy giáo tâm lý học cũ của Akiyama - Okabe. Trong bản chuyển thể hành động trực tiếp, anh ta là nhân vật đeo mặt nạ hướng dẫn người chơi thông qua các video được ghi lại hoặc thông qua màn hình.
Nearuko (ア, 'Nearuko')
Một người đồng tổ chức Liar Game đeo mặt nạ có ria mép dài. Xuất hiện lần đầu tiên ở Vòng 3, Nearco ngưỡng mộ Yokoya, mô tả anh ta là một cá nhân đáng sợ và không thể hiểu được sự trông cậy của Leronira vào Nao như một người chơi. Nearco là người phân tích tốt và thông minh, mặc dù không đạt tiêu chuẩn của Leronira hoặc Rabelais. Những phẩm chất này cho thấy anh ta có thể đã nắm giữ "vai trò" của Fukunaga trong Giải đấu trò chơi Liar đầu tiên.
Solario (ソ ラ リ, 'Sorario')
Một máy chủ thứ ba của Liar Game, Solario đeo mặt nạ với mặt trời vẽ trên mắt phải. Solario rất ấn tượng khi Nao có thể hiện thực hóa mục tiêu của Vòng hồi sinh thứ hai trước bất kỳ người chơi nào khác.
Forli (フ ォ ル, 'Foruri')
Một máy chủ thứ tư của Liar Game xuất hiện tương tự như các đại lý vòng khác, nhưng với một bộ đồ và nơ. Quần áo của anh ta trông hơi gồ ghề, tóc anh ta nổi bật, và mặt nạ của anh ta giống với khuôn mặt của một chú hề trong thời Phục hưng với những dấu hiệu hình bầu dục dài trên mỗi nơi mắt và miệng của anh ta. Anh ta tổ chức Vòng loại 4 cho phe của Akiyama và Nao, bám rễ cho họ và có xu hướng hoàn toàn rơi vào tất cả các kế hoạch của Akiyama, mặc dù anh ta không tham gia và biết tất cả các quy tắc của trò chơi. Forli là người kém thông minh nhất trong số các Viên chức LGT.
Kurifuji (藤, 'Kurifuji')
Một đại lý gia đình được giao nhiệm vụ theo dõi Yokoya để đảm bảo an toàn cho anh ta. Cô đeo kính râm và đeo khẩu trang phẫu thuật qua miệng và mũi, che giấu khuôn mặt hiệu quả. Kurifuji có thể hiểu và dự đoán các kế hoạch và kế hoạch của Yokoya chính xác hơn các thành viên khác của Văn phòng LGT. Cô học chuyên ngành tâm lý.
Alsab (ア ル サ, 'Arusabu')
Một máy chủ thứ năm của Liar Game, người tổ chức Vòng 4 và vòng loại của nó ở bên cạnh Fukunaga. Mặt nạ của anh ta có biểu tượng âm dương trên trán; (Nước) biểu tượng i-ching trên má trái của mặt nạ; và biểu tượng ☲ (lửa) i-ching trên má phải theo cách hơi gợi nhớ đến quốc kỳ Hàn Quốc. Trái ngược với Leronira, anh ta dường như không coi Nao là mối đe dọa nghiêm trọng trong Liar Game. Anh ta nhiệt tình tuyên bố rằng con người là nô lệ của lòng tham và không thể làm việc cùng nhau vì lợi ích lớn hơn chỉ để được chứng minh là mình đã sai bởi các liên minh của Nao và Akiyama.
Silien (シ リ ー, 'Silien')
Một người dẫn chương trình thứ sáu của Liar Game là người chia bài cho Vòng hồi sinh III cho bảng A.
Rabelais (ブ レ, 'Rabelais')
Một người dẫn chương trình thứ bảy của Liar Game là người chia bài cho Vòng hồi sinh III cho nhóm B. Ông là cha của Yokoya. Anh ta giàu có và nổi tiếng; trong Trò chơi Liar trước đó, anh đã thắng trong hầu hết các trò chơi đã được chơi, theo Leronira.
Altair (ア ル タ, 'Altair')
Được gọi là "Giám đốc điều hành". Anh xuất hiện trong Vòng hồi sinh III.

## Truyền thông

### Manga
Liar Game bắt đầu phát hành theo lịch từ năm 2005 (16 tháng 9 năm 2005) trên tạp chí Weekly Young Jump của Shueisha. Tính đến tháng 12 năm 2014, loạt truyện tiếp tục ra với 18 tập tankōbon được phát hành, tập mới nhất ra ngày 17 tháng 9 năm 2010. Ít lâu sau, với chương 139, truyện bắt đầu ra tuần tự tiếp vào 1 năm rưỡi sau đó. Một truyện ngắn có tên "Roots of A" đã được xuất bản như tựa con trong tuyển tập những mẩu truyện của Shinobu Kaitani phát hành vào tháng 07 năm 2008.

### Series phim truyền hình live-action
Ở Nhật Bản, Liar Game đã được chuyển thể thành phim truyền hình. Một series phim truyền hình mang tên Liar Game của đài Fuji ra mắt năm 2007, tiếp theo đó là Liar Game: mùa 2 năm 2009. Vào năm 2010, 1 phim bộ có tựa Liar Game: The Final Stage (Liar Game: Màn cuối) được phát hành tiếp nối loạt phim truyền hình. Phần tiếp theo mang tên Liar Game: Reborn (Liar Game: Hồi sinh) được phát hành vào năm 2012.
Một bộ phim truyền hình Hàn Quốc cũng dựa theo truyện tranh có tiêu đề Liar Game được phát sóng trên kênh truyền hình cáp tvN năm 2014.

## Bối cảnh
Shinobu Kaitani có cảm hứng để viết Liar Game nhờ việc lấy ý tưởng từ 'Quy tắc thiểu số'.